# قره‌درویش
قره‌درویش یکی از روستاهای استان اردبیل در شهرستان زیبای مشگین شهر است.این روستا بدلیل مجاورت با خیاوچای و دارا بودن باغات میوه فراوان بسیار سرسبز است.

## ویژگی مردم بومی
مردمان قره درویش مردمان خونگرمی هستند.این روستا ۲۳۰ نفر جمعیت دارد.